# Râul Feernic
Râul Feernic sau Râul Alb (pe cursul superior Pârâul Alb) este un curs de apă, afluent al râului Târnava Mare în județul Harghita.  

## Hărți
- Harta județului Harghita